# Öster-Värsjön
Öster-Värsjön är en sjö i Bräcke kommun i Jämtland och ingår i Ljungans huvudavrinningsområde. Sjön har en area på 0,255 kvadratkilometer och ligger 304,2 meter över havet. Sjön avvattnas av vattendraget Binnån.

## Delavrinningsområde
Öster-Värsjön ingår i det delavrinningsområde (698313-147616) som SMHI kallar för Utloppet av Öster-Värsjön. Medelhöjden är 365 meter över havet och ytan är 8,98 kvadratkilometer. Det finns inga avrinningsområden uppströms utan avrinningsområdet är högsta punkten. Binnån som avvattnar avrinningsområdet har biflödesordning 3, vilket innebär att vattnet flödar genom totalt 3 vattendrag innan det når havet efter 188 kilometer. Avrinningsområdet består mestadels av skog (92 procent). Avrinningsområdet har 0,25 kvadratkilometer vattenytor vilket ger det en sjöprocent på 2,8 procent.